# Галаев, Борис Александрович
Гала́ев, Бори́с Алекса́ндрович Аслан-Гирей Галати (осет. Галаты Алыксандры фырт Барис; 1889—1976) — первый осетинский профессиональный композитор и дирижёр, музыковед, основатель Государственного ансамбля песни и танца Южной Осетии «Симд». Заслуженный деятель искусств Грузинской ССР (1940). Член КПСС с 1942 года.

## Биография
Родился 10.3.1889 в станице Черноярской Терской области (ныне Моздокский район Северной Осетии) в семье домашнего учителя. В 1909 году окончил реальное училище в Петербурге, в 1913 году Михайловское военное училище в Тифлисе по первому разряду, а в 1931 году Центральный музыкальный техникум в Ленинграде.
Служил офицером с 1913 по 1917 год в кавалерийских частях Кавказской армии (с 1913 по 1914 г. — в частях, дислоцированных в Иране; награждён многими боевыми наградами досрочно произведен в есаулы, контужен. Позднее (до 1922 года) — в частях Красной Армии.
С 1931 года постоянно жил в Цхинвали (столице Юго-Осетинской автономной области Грузинской ССР). С 1931 по 1935 г. — преподаватель и директор основанной им в Цхинвали музыкальной школы, с 1938 по 1951 г. — дирижёр и директор Юго-Осетинского государственного драматического театра, с 1941 по 1952 г. — художественный руководитель и дирижёр основанного им Юго-Осетинского госансамбля песни и пляски «Симд», с 1951 по 1959 г. — научный сотрудник Юго-Осетинского НИИ языка, литературы и истории АН Грузинской ССР.

## Награды и звания
- 2 ордена «Знак Почёта» (в т.ч. 24.02.1941)
- Заслуженный деятель искусств Грузинской ССР (1940)

## Творчество
Первый осетинский профессиональный композитор. Основатель композиторской и музыкальной школы Юго-Осетии. Создал в 1936 Юго-Осетинский Государственный ансамбль песни и танца «Симд» Руководил народным хором, а также театральным и духовным оркестрами; автор музыки к кинофильмам «Фатима» и «Советская Осетия», театральной музыки, произведений для духового оркестра, вокальных, хоровых, а также аранжировок мелодий осетинских народных плясок для фортепиано и обработок осетинских народных песен для хора с сопровождением народных музыкальных инструментов. в 1948 году издал сборник «Осетинский музыкальный фольклор» Издал фундаментальный труд Сборник «Осетинские народные песни» М.Издательство Музыка 1964г